# Stara Synagoga w Malborku
Stara Synagoga w Malborku – pierwsza synagoga znajdująca się w Malborku przy ulicy Szewskiej, za czasów niemieckich zwanej Schuhgasse.
Synagoga została założona w 1826 roku w prywatnym pomieszczeniu, należącym do nieznanego z imienia i nazwiska członka malborskiej gminy żydowskiej. Prawdopodobnie był nim Benjamin Isaacsohn, ale te informacje nigdy nie zostały potwierdzone. Synagoga znajdowała się poniżej poziomu ulicy; posiadała dwa osobne, nieogrzewane pomieszczenia: główną salę modlitewną i babiniec. Po wybudowaniu nowej synagogi, dom modlitwy zlikwidowano.